# Welttag der Ozeane
Der Welttag der Ozeane hat seinen Ursprung im Erdgipfel am 8. Juni 1992 in Rio de Janeiro. Seit 2009 wird der 8. Juni als Welttag der Ozeane von den Vereinten Nationen begangen. Die Ozeane werden als bedeutend für Ernährungssicherheit, Gesundheit und dem Überleben allen Lebens, für das Klima und als ein kritischer Teil der Biosphäre gesehen. Ziel des Tages ist es daher, weltweit Aufmerksamkeit für aktuelle Herausforderungen im Zusammenhang mit den Ozeanen zu erlangen. Dazu gehören insbesondere die Folgen der Klimakatastrophe sowie der Überfischung und Verschmutzung der Ozeane.
Verschiedene Fernsehsender nehmen den Tag zunehmend zum Anlass, um mit Sendungen auf die Bedeutung des Ozeans und der Meere hinzuweisen. 2022 bringt das ZDF in der Sendung Die lange Nacht der Ozeane sieben Dokumentationen über den Zustand der Weltmeere und zeigt darin auch mögliche Lösungsansätze für die bestehenden Probleme auf. Auf 3sat begleitet das Wissenschaftsmagazin „nano“ eine Expedition nach Norwegen. Dort wollen Forscher sich ein Bild von den Auswirkungen der Wassererwärmung machen. Auch auf den Digitalkanälen von „Terra X“ gibt es ein breites Angebot zum Thema.